# Pierre Tchernia

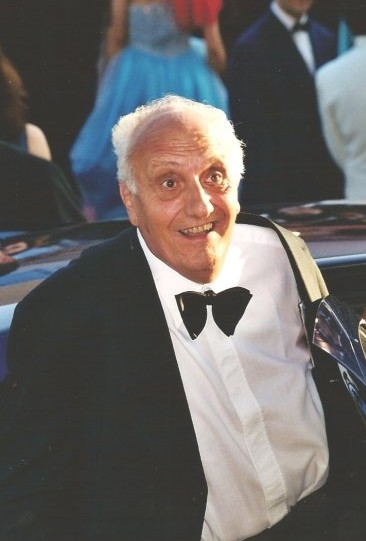
Pierre Tchernia

Pierre Tchernia, eigentlich Pierre Tcherniakovsky (* 29. Januar 1928 in Paris; † 8. Oktober 2016 ebenda), war ein französischer Drehbuchautor, Filmregisseur und -produzent, Moderator und Schauspieler.

## Leben
Tchernia war 1949 an der Einführung der ersten Fernsehnachrichten in Frankreich beteiligt und zugleich einer ihrer ersten Sprecher. Er war zudem Veranstalter und Moderator verschiedener Diskussionssendungen, Quiz- und Musik-Shows des französischen Fernsehens. Von 1958 bis 1974 war er Kommentator des Grand Prix Eurovision de la Chanson (Eurovision Song Contest).
Er war befreundet mit René Goscinny und Albert Uderzo und schrieb die Drehbücher für vier Asterix-Filme. Tchernia wurde von Goscinny und Uderzo in mehreren Asterix-Abenteuern freundschaftlich karikiert.
Besonders populär war Tchernia in Frankreich als Erfinder und Moderator der Sendung Monsieur Cinéma und deren Nachfolgern, Mardi Cinéma und Cinéclub. Zu seinen Gästen gehörten Jeanne Moreau, Gérard Depardieu, Anna Karina, Jacques Perrin, Jean Marais, Claude Jade, Stéphane Audran, Peter Ustinov, Annie Girardot, Robert Hossein, Jean-Pierre Cassel, Isabelle Adjani, Philippe Noiret, Marie-José Nat, Michel Piccoli und viele andere. Aufgrund dieser Sendungen wurde er auch Monsieur Cinéma genannt.
Tchernia starb 2016 in seiner Wohnung im 18. Arrondissement von Paris und fand seine letzte Ruhestätte auf dem Friedhof von Névez (Département Finistère).

## Ehrungen
- 31. Dezember 1992 Ritter der Ehrenlegion
- 1996 Kommandeur des Ordre national du Mérite
- 31. Dezember 2001 Offizier der Ehrenlegion
- 29. Januar 2008 Médaille de la Ville de Paris
- 14. Juli 2011 Kommandeur der Ehrenlegion[2]

## Filmografie (Auswahl)
- 1961: Der tolle Amerikaner (La Belle américaine)
- 1963: Karambolage (Caramblages)
- 1964: Ein toller Bobby, dieser Flic (Allez France!)
- 1967: Balduin, der Trockenschwimmer (Le Petit baigneur)
- 1971: Lucky Luke (Lucky Luke)
- 1972: Le Viager
- 1973: Die Gaspards (Les Gaspards)
- 1976: Asterix erobert Rom (Les Douze Travaux d'Astérix)
- 1978: Lucky Luke – Sein größter Trick (La Ballade des Dalton)
- 1979: Der Heiligenschein (La Grace)
- 1985: Asterix – Sieg über Cäsar (Astérix et la surprise de César)
- 1985: Les rois du gag
- 1986: Asterix bei den Briten (Astérix chez les Bretons)
- 2008: Asterix bei den Olympischen Spielen (Astérix aux Jeux Olympiques)